# Eleições parlamentares europeias de 2019 (Grécia)

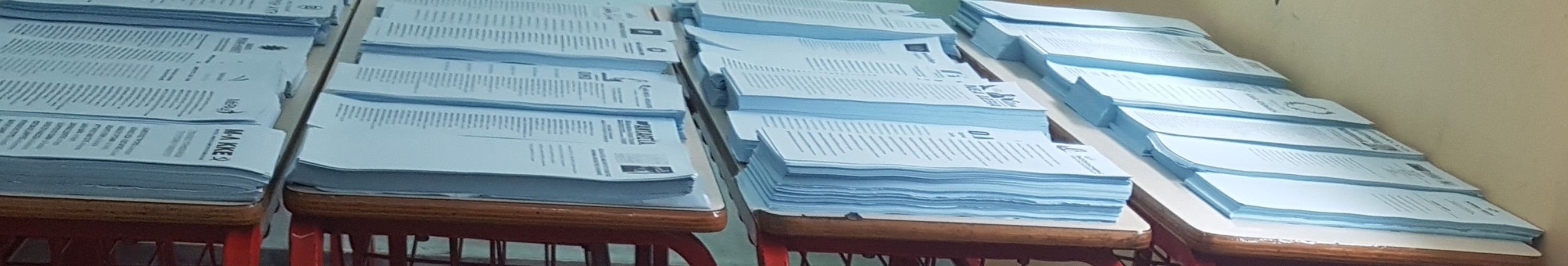
Boletins de voto, eleições parlamentares europeias de 2019 na Grécia

As eleições parlamentares europeias de 2019 na Grécia foram realizadas a 26 de Maio e serviram para eleger os 21 deputados nacionais para o Parlamento Europeu.

## Composição Atual

### Partidos Nacionais
| Partido | Partido                                   | Deputados | Grupo                                             |
| ------- | ----------------------------------------- | --------- | ------------------------------------------------- |
|         | Nova Democracia                           | 5 / 21    | Grupo do Partido Popular Europeu                  |
|         | SYRIZA                                    | 3 / 21    | Esquerda Unitária Europeia/Esquerda Nórdica Verde |
|         | PASOK                                     | 2 / 21    | Aliança Progressista dos Socialistas e Democratas |
|         | O Rio                                     | 2 / 21    | Aliança Progressista dos Socialistas e Democratas |
|         | Partido Comunista da Grécia               | 2 / 21    | Não-Inscritos                                     |
|         | Frente da Desobediência Realista Europeia | 1 / 21    | Esquerda Unitária Europeia/Esquerda Nórdica Verde |
|         | Grécia - A Via Alternativa                | 1 / 21    | Reformistas e Conservadores Europeus              |
|         | União Radical Patriótica                  | 1 / 21    | Não-Inscritos                                     |
|         | Unidade Popular                           | 1 / 21    | Esquerda Unitária Europeia/Esquerda Nórdica Verde |
|         | Independentes                             | 3 / 21    |                                                   |

### Grupos Parlamentares
| Grupo | Grupo                                             | Deputados |
| ----- | ------------------------------------------------- | --------- |
|       | Esquerda Unitária Europeia/Esquerda Nórdica Verde | 6 / 21    |
|       | Grupo do Partido Popular Europeu                  | 5 / 21    |
|       | Não-Inscritos                                     | 5 / 21    |
|       | Aliança Progressista dos Socialistas e Democratas | 4 / 21    |
|       | Reformistas e Conservadores Europeus              | 1 / 21    |

## Partidos Concorrentes
A lista dos partidos concorrentes é a seguinte:
| Partido | Partido                                                                                        | Cabeça de Lista           | Afiliação europeia                             |
| ------- | ---------------------------------------------------------------------------------------------- | ------------------------- | ---------------------------------------------- |
|         | SYRIZA                                                                                         | Olga Nassi                | Partido da Esquerda Europeia                   |
|         | Nova Democracia                                                                                | Evángelos Meïmarákis      | Partido Popular Europeu                        |
|         | Aurora Dourada                                                                                 | Alexandrakis Konstantinos |                                                |
|         | Movimento pela Mudança - PASOK - Alinhamento Democrático - Movimento de Socialistas Democratas | Nikos Androulakis         | Partido Socialista Europeu                     |
|         | O Rio                                                                                          | Pantelis Avramidis        |                                                |
|         | Partido Comunista da Grécia                                                                    | Angelos Giannis           | Iniciativa dos Partidos Comunistas e Operários |
|         | Gregos Independentes                                                                           |                           |                                                |
|         | União de Centristas                                                                            | Dimitris Tryfiatis        | Partido Democrata Europeu                      |
|         | Frente da Desobediência Realista Europeia                                                      | Yanis Varoufakis          | Movimento Democracia na Europa 2025            |
|         | Unidade Popular                                                                                | Amanatidou Litsa          |                                                |

## Resultados Nacionais
| Partido                 | Partido                                   | Votos      | %               | +/-   | Deputados | +/-     |
| ----------------------- | ----------------------------------------- | ---------- | --------------- | ----- | --------- | ------- |
|                         | Nova Democracia                           | 1 873 080  | 33,12 / 100,00  | 10,40 | 8 / 21    | 2       |
|                         | SYRIZA                                    | 1 343 816  | 23,76 / 100,00  | 2,81  | 6 / 21    | Estável |
|                         | Movimento pela Mudança                    | 436 739    | 7,72 / 100,00   | 0,30  | 2 / 21    | Estável |
|                         | Partido Comunista da Grécia               | 302 673    | 5,35 / 100,00   | 0,76  | 2 / 21    | Estável |
|                         | Aurora Dourada                            | 275 821    | 4,88 / 100,00   | 4,51  | 2 / 21    | 1       |
|                         | Solução Grega                             | 236 365    | 4,18 / 100,00   | Novo  | 1 / 21    | Novo    |
|                         | Frente da Desobediência Realista Europeia | 169 293    | 2,99 / 100,00   | Novo  | 0 / 21    | Novo    |
|                         | Rumo da Liberdade                         | 90 856     | 1,61 / 100,00   | Novo  | 0 / 21    | Novo    |
|                         | O Rio                                     | 85 998     | 1,52 / 100,00   | 5,09  | 0 / 21    | 2       |
|                         | União de Centristas                       | 82 075     | 1,45 / 100,00   | 0,80  | 0 / 21    | Estável |
|                         | Grécia - A Via Alternativa                | 70 288     | 1,24 / 100,00   | Novo  | 0 / 21    | Novo    |
|                         | Concentração Popular Ortodoxa             | 69 528     | 1,23 / 100,00   | 1,46  | 0 / 21    | Estável |
|                         | Outros (com menos de 1,00%)               | 619 622    | 10,97 / 100,00  |       | 0 / 21    |         |
| Votos inválidos         | Votos inválidos                           | 264 283    | 4,46 / 100,00   | 0,66  |           |         |
| Total                   | Total                                     | 5 920 437  | 100,00 / 100,00 |       | 21 / 21   |         |
| Eleitorado/Participação | Eleitorado/Participação                   | 10 074 898 | 58,76 / 100,00  | 1,21  |           |         |
| Fonte                   | Fonte                                     | [ 3 ]      | [ 3 ]           | [ 3 ] | [ 3 ]     | [ 3 ]   |

## Composição 2019-2024

### Partidos Nacionais
| Partido | Partido                     | Deputados | Grupo                                             |
| ------- | --------------------------- | --------- | ------------------------------------------------- |
|         | Nova Democracia             | 8 / 21    | Grupo do Partido Popular Europeu                  |
|         | SYRIZA                      | 6 / 21    | Esquerda Unitária Europeia/Esquerda Nórdica Verde |
|         | Movimento pela Mudança      | 2 / 21    | Aliança Progressista dos Socialistas e Democratas |
|         | Partido Comunista da Grécia | 2 / 21    | Não-Inscritos                                     |
|         | Aurora Dourada              | 2 / 21    | Não-Inscritos                                     |
|         | Solução Grega               | 1 / 21    | Reformistas e Conservadores Europeus              |

### Grupos Parlamentares
| Grupo | Grupo                                             | Deputados |
| ----- | ------------------------------------------------- | --------- |
|       | Grupo do Partido Popular Europeu                  | 8 / 21    |
|       | Esquerda Unitária Europeia/Esquerda Nórdica Verde | 6 / 21    |
|       | Não-Inscritos                                     | 4 / 21    |
|       | Aliança Progressista dos Socialistas e Democratas | 2 / 21    |
|       | Reformistas e Conservadores Europeus              | 1 / 21    |